# Чемпіонат УРСР із шахів 1965
34-й чемпіонат України (УРСР) з шахів, що проходив у Дніпропетровську з 6 по 21 червня 1965 року.

## Загальна інформація про турнір
Турнір проводився в приміщенні Дніпропетровського обласного шахового клубу. Головний суддя турніру — Берта Корсунська (республіканська категорія, Дніпропетровськ).
Згідно розпорядження федерації шахів УРСР перед початком змагання цей турнір мав статус першості України, але в подальшому турнір отримав інший статус, та був названий змаганням найсильніших кандидатів у майстри спорту, під такою вивіскою він і проводився. Жоден з майстрів спорту відповідно не взяв участь у змаганні. Та перед закінченням турніру йому повернули статус особистої першості республіки, а переможець турніру отримав звання чемпіона УРСР 1965 року.
У турнірі за коловою системою взяли участь 12 шахістів (усі кандидати у майстри спорту). Серед них чемпіон Харківської області Іван Савченко, Одеської — Семен Палатник, Луганської — Михайло Лубенський, Миколаївської — Микола Бєлосвєтов, Кіровоградської — Наріман Гродецький та Івано-Франківської — Владислав Менюк.
З перших турів зав'язалася напружена запекла боротьба. На перше місце почергово претендували Гольдштейн, Менюк, Гродецький, Гіндін та Бєлосвєтов. Після 8 туру лідирували Гольдштейн та Гіндін маючи у своєму активі по 5½ очка. Перед останнім туром у Гольдштейна було 7 очок, у Каміника — 6½, Гіндіна та Менюка по 6 очок. Долю першого місця вирішили партії Гольдштейн-Гіндін та Бєлосвєтов-Каміник, які завершилися внічию. Таким чином набравши 7½ очка з 11 (+5-1=5) чемпіоном України став 27-річний дніпропетровський шахіст Рудольф Гольдштейн.
За рішенням журі у складі майстра Віктора Гуревича, кандидатів у майстри Вульфа Куніна, Віталія Зальцман та Віталія Сергєєва, була визначена найкраща партія турніру — Онопрієнко-Лубенський (11 тур).
Із 66 зіграних на турнірі партій  — 39 закінчилися перемогою однієї зі сторін (59,1 %), внічию завершилися 27 партій.

## Рух за турами

Постер турніру

| 1 тур 7.06.1965   | 1 тур 7.06.1965 | 1 тур 7.06.1965 | 1 тур 7.06.1965 | 1 тур 7.06.1965 |
| ----------------- | --------------- | --------------- | --------------- | --------------- |
| Гіндін            | 0               | ½:½             | 0               | Савченко        |
| Гродецький        | 0               | 1:0             | 0               | Гольдштейн      |
| Лубенський        | 0               | ½:½             | 0               | Хайкін          |
| Палатник          | 0               | ½:½             | 0               | Онопрієнко      |
| Каміник           | 0               | 0:1             | 0               | Менюк           |
| Штернберг         | 0               | ½:½             | 0               | Бєлосвєтов      |
| 4 тур 10.06.1965  |                 |                 |                 |                 |
| Савченко          | ½               | 1:0             | 2½              | Менюк           |
| Онопрієнко        | 1               | 0:1             | 2               | Бєлосвєтов      |
| Хайкін            | ½               | 0:1             | 1               | Штернберг       |
| Гольдштейн        | 2               | ½:½             | 2               | Каміник         |
| Гіндін            | 2               | 1:0             | 1½              | Палатник        |
| Гродецький        | 2               | 1:0             | 1               | Лубенський      |
| 7 тур 14.06.1965  |                 |                 |                 |                 |
| Палатник          | 2               | 1:0             | 3               | Савченко        |
| Менюк             | 3½              | ½:½             | 4               | Гольдштейн      |
| Каміник           | 4               | ½:½             | 2               | Лубенський      |
| Штернберг         | 3½              | 0:1             | 3½              | Гродецький      |
| Бєлосвєтов        | 3½              | 0:1             | 3½              | Гіндін          |
| Онопрієнко        | 1½              | ½:½             | 2               | Хайкін          |
| 10 тур 18.06.1965 |                 |                 |                 |                 |
| Савченко          | 4               | ½:½             | 6½              | Гольдштейн      |
| Гіндін            | 5½              | ½:½             | 2½              | Хайкін          |
| Гродецький        | 5               | ½:½             | 3               | Онопрієнко      |
| Лубенський        | 3½              | 0:1             | 5               | Менюк           |
| Палатник          | 4               | ½:½             | 4½              | Бєлосвєтов      |
| Каміник           | 5½              | 1:0             | 5               | Штернберг       |

| 2 тур 8.06.1965   | 2 тур 8.06.1965 | 2 тур 8.06.1965 | 2 тур 8.06.1965 | 2 тур 8.06.1965 |
| ----------------- | --------------- | --------------- | --------------- | --------------- |
| Савченко          | ½               | 0:1             | ½               | Бєлосвєтов      |
| Менюк             | 1               | 1:0             | ½               | Штернберг       |
| Онопрієнко        | ½               | 0:1             | 0               | Каміник         |
| Хайкін            | ½               | 0:1             | ½               | Палатник        |
| Гольдштейн        | 0               | 1:0             | ½               | Лубенський      |
| Гіндін            | ½               | 1:0             | 1               | Гродецький      |
| 5 тур 12.06.1965  |                 |                 |                 |                 |
| Лубенський        | 1               | 0:1             | 1½              | Савченко        |
| Палатник          | 1½              | ½:½             | 3               | Гродецький      |
| Каміник           | 2½              | ½:½             | 3               | Гіндін          |
| Штенберг          | 2               | ½:½             | 2½              | Гольдштейн      |
| Бєлосвєтов        | 3               | ½:½             | ½               | Хайкін          |
| Менюк             | 2½              | 1:0             | 1               | Онопрієнко      |
| 8 тур 16.06.1965  |                 |                 |                 |                 |
| Савченко          | 3               | 1:0             | 2½              | Хайкін          |
| Гольдштейн        | 4½              | 1:0             | 2               | Онопрієнко      |
| Гіндін            | 4½              | 1:0             | 4               | Менюк           |
| Гродецький        | 4½              | ½:½             | 3½              | Бєлосвєтов      |
| Лубенський        | 2½              | ½:½             | 3½              | Штернберг       |
| Палатник          | 3               | 1:0             | 4½              | Каміник         |
| 11 тур 20.06.1965 |                 |                 |                 |                 |
| Штернберг         | 5               | ½:½             | 4½              | Савченко        |
| Бєлосвєтов        | 5               | ½:½             | 6½              | Каміник         |
| Менюк             | 6               | 0:1             | 4½              | Палатник        |
| Онопрієнко        | 3½              | ½:½             | 3½              | Лубенський      |
| Хайкін            | 3               | 0:1             | 5½              | Гродецький      |
| Гольдштейн        | 7               | ½:½             | 6               | Гіндін          |

| 3 тур 9.06.1965       | 3 тур 9.06.1965 | 3 тур 9.06.1965 | 3 тур 9.06.1965 | 3 тур 9.06.1965 |
| --------------------- | --------------- | --------------- | --------------- | --------------- |
| Гродецький            | 1               | 1:0             | ½               | Савченко        |
| Лубенський            | ½               | ½:½             | 1½              | Гіндін          |
| Палатник              | 1½              | 0:1             | 1               | Гольдштейн      |
| Каміник               | 1               | 1:0             | ½               | Хайкін          |
| Штернберг             | ½               | ½:½             | ½               | Онопрієнко      |
| Бєлосвєтов            | 1½              | ½:½             | 2               | Менюк           |
| 6 тур 13.06.1965      |                 |                 |                 |                 |
| Савченко              | 2½              | ½:½             | 1               | Онопрієнко      |
| Хайкін                | 1               | 1:0             | 3½              | Менюк           |
| Гольдштейн            | 3               | 1:0             | 3½              | Бєлосвєтов      |
| Гіндін                | 3½              | 0:1             | 2½              | Штернберг       |
| Гродецький            | 3½              | 0:1             | 3               | Каміник         |
| Лубенський            | 1               | 1:0             | 2               | Палатник        |
| 9 тур 17.06.1965      |                 |                 |                 |                 |
| Каміник               | 4½              | 1:0             | 4               | Савченко        |
| Штенберг              | 4               | 1:0             | 4               | Палатник        |
| Бєлосвєтов            | 4               | ½:½             | 3               | Лубенський      |
| Менюк                 | 4               | 1:0             | 5               | Гродецький      |
| Онопрієнко            | 2               | 1:0             | 5½              | Гіндін          |
| Хайкін                | 2½              | 0:1             | 5½              | Гольдштейн      |
| Підсумковий результат |                 |                 |                 |                 |
| Гольдштейн            | 7½              |                 | 5½              | Штернберг       |
| Каміник               | 7               |                 | 5½              | Бєлосвєтов      |
| Гіндін                | 6½              |                 | 5               | Савченко        |
| Гродецький            | 6½              |                 | 4               | Лубенський      |
| Менюк                 | 6               |                 | 4               | Онопрієнко      |
| Палатник              | 5½              |                 | 3               | Хайкін          |

## Турнірна таблиця

Фото з турніру (10 тур)

| №  | Учасник              | Місто            | Вік | Звання | СТ (Відомство) | 1 | 2 | 3 | 4 | 5 | 6 | 7 | 8 | 9 | 10 | 11 | 12 |  | + | − | = | Очки | Місце   |
| -- | -------------------- | ---------------- | --- | ------ | -------------- | - | - | - | - | - | - | - | - | - | -- | -- | -- |  | - | - | - | ---- | ------- |
| 1  | Рудольф Гольдштейн   | Дніпропетровськ  | 27  | кмс    | «Авангард»     |   | ½ | ½ | 0 | ½ | 1 | ½ | 1 | ½ | 1  | 1  | 1  |  | 5 | 1 | 5 | 7½   | Gold    |
| 2  | Олександр Каміник    | Одеса            | 34  | кмс    | «Водник»       | ½ |   | ½ | 1 | 0 | 0 | 1 | ½ | 1 | ½  | 1  | 1  |  | 5 | 2 | 4 | 7    | Silver  |
| 3  | Юхим Гіндін          | Харків           | 34  | кмс    | «Авангард»     | ½ | ½ |   | 1 | 1 | 1 | 0 | 1 | ½ | ½  | 0  | ½  |  | 4 | 2 | 5 | 6½   | Bronze  |
| 4  | Наріман Гродецький   | Кіровоград       | 28  | кмс    | «Колгоспник»   | 1 | 0 | 0 |   | 0 | ½ | 1 | ½ | 1 | 1  | ½  | 1  |  | 5 | 3 | 3 | 6½   | Bronze  |
| 5  | Владислав Менюк      | Івано-Франківськ | 26  | кмс    | «Авангард»     | ½ | 1 | 0 | 1 |   | 0 | 1 | ½ | 0 | 1  | 1  | 0  |  | 5 | 4 | 2 | 6    | 5       |
| 6  | Семен Палатник       | Одеса            | 15  | кмс    | «Спартак»      | 0 | 1 | 0 | ½ | 1 |   | 0 | ½ | 1 | 0  | ½  | 1  |  | 4 | 4 | 3 | 5½   | 6 — 8   |
| 7  | Павло Штернберг      | Чернівці         | 16  | кмс    | «Спартак»      | ½ | 0 | 1 | 0 | 0 | 1 |   | ½ | ½ | ½  | ½  | 1  |  | 3 | 3 | 5 | 5½   | 6 — 8   |
| 8  | Микола Бєлосвєтов    | Миколаїв         | 25  | кмс    | «Спартак»      | 0 | ½ | 0 | ½ | ½ | ½ | ½ |   | 1 | ½  | 1  | ½  |  | 2 | 2 | 7 | 5½   | 6 — 8   |
| 9  | Іван Савченко        | Харків           | 37  | кмс    | «Авангард»     | ½ | 0 | ½ | 0 | 1 | 0 | ½ | 0 |   | 1  | ½  | 1  |  | 3 | 4 | 4 | 5    | 9       |
| 10 | Михайло Лубенський   | Луганськ         | 47  | кмс    | «Авангард»     | 0 | ½ | ½ | 0 | 0 | 1 | ½ | ½ | 0 |    | ½  | ½  |  | 1 | 4 | 6 | 4    | 10 — 11 |
| 11 | Володимир Онопрієнко | Київ             | 23  | кмс    | «СКА»          | 0 | 0 | 1 | ½ | 0 | ½ | ½ | 0 | ½ | ½  |    | ½  |  | 1 | 4 | 6 | 4    | 10 — 11 |
| 12 | Михайло Хайкін       | Дніпропетровськ  | 23  | кмс    | «Динамо»       | 0 | 0 | ½ | 0 | 1 | 0 | 0 | ½ | 0 | ½  | ½  |    |  | 1 | 6 | 4 | 3    | 12      |

| Легенда таблиці | Легенда таблиці        | Легенда таблиці | Легенда таблиці         | Легенда таблиці | Легенда таблиці | Легенда таблиці | Легенда таблиці | Легенда таблиці | Легенда таблиці |
| --------------- | ---------------------- | --------------- | ----------------------- | --------------- | --------------- | --------------- | --------------- | --------------- | --------------- |
|                 | Партія білими фігурами |                 | Партія чорними фігурами | 1               | перемога        | ½               | нічия           | 0               | поразка         |